# Стадион Бељависта
Стадион Бељависта (шп. Estadio Bellavista) је фудбалски стадион у Амбатоу, Еквадор. Углавном се користи за фудбалске утакмице и домаћи је стадион за фудбалске клубове Мусук Руна, Макара и Текнико Университарио. Стадион прима 16.467 гледалаца и налази се на авенији Боливариана, главној саобраћајници кроз град Амбато. Године 2014. одлучено је да се реновира и преуреди и припреми за следеће Копа Америка сусрете 2024. године.

## Историја стадиона
Стадион је изграђен 1945. године, а свечано отворен у јулу исте године. Стадион је оштећен у земљотресу који је погодио Амбато 5. августа 1949. Прошао је обнову и поново је отворен следеће године. 1993. Естадио Бељависта био је једно од локација за игре Копа Америка. Стадион у Амбату је био домаћин репрезентацијама у групи А Венецуели, Сједињеним Државама и Уругвају.
- На овом стадиону су 2001. године одиграна су четири меча првог кола јужноамеричког првенства до 20 година Еквадор 2001: репрезентације Еквадора (земља домаћин), Венецуеле, Перуа, Парагваја и Бразила.

- Такође на овом стадиону одиграна су 2007. године четири меча првог кола јужноамеричког првенства до 17 година Еквадор 2007: репрезентације Еквадора (као домаћин), Боливије, Бразила, Перуа и Чилеа.

- На овом стадиону одиграна су четири меча првог кола јужноамеричког првенства до 17 година Еквадор 2011, између екипа Еквадора (као домаћина), Перуа, Боливије, Уругваја и Аргентине.